# George Maharis
George Maharis est un acteur américain né le 1er septembre 1928 à Astoria dans l'État de New York aux États-Unis et mort le 24 mai 2023, devenu célèbre grâce à son rôle dans la série américaine Route 66, dans les années 60. 

## Route 66

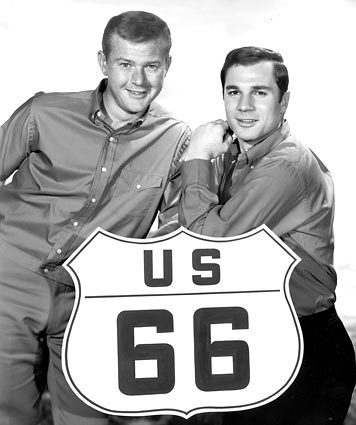
Georges Maharis et Martin Milner.

En 1960, George Maharis obtient le rôle de Buz Murdock dans la série Route 66, qui rencontre le succès, dans laquelle il partage la vedette avec Martin Milner. George Maharis qui avait 32 ans au moment où la série a commencé, jouait un personnage de 23 ans. Il a été nommé aux Emmy Awards en 1962 pour ce rôle.
En 1963, il décide de quitter la série, afin de poursuivre sa carrière au cinéma. Affecté par les rythmes intenses de tournages de ce feuilleton, il déclare lors d'une interview : Si je continue à suivre le rythme actuel, je suis un imbécile. Même si vous avez 4 000 000 $ à la banque, vous ne pouvez pas acheter une autre vie.   
Un an plus tard, la série ne se remet pas de son départ et s'arrête.

## Cinéma
Dans les films les plus marquants de sa carrière, l'on retrouve Georges Maharis dans Sylvia (sous le titre L'Enquête en France), ou encore dans The Happening (Les Détraqués) au côté de Faye Dunaway, par exemple.  

George Maharis.

Très apprécié pour sa beauté, il pose nu pour le numéro de juillet 1973 du magazine Playgirl. Il est l'un des premiers acteurs célèbres à le faire.

## Mort
George Maharis s'éteint le 24 mai 2023 à l'âge de 94 ans.

## Filmographie
- 1953 : Marty (TV) : Man at dance hall
- 1958 : The Mugger : Nicholas Grecco
- 1960 : Exodus : Yaov, Irgun contact
- 1960-1961 : C'est déjà demain (Search for Tomorrow) (série télévisée) : Bud Gardner
- 1960-1963 : Route 66 (série télévisée) : Buzz Murdoch
- 1964 : Quick Before It Melts : Peter Santelli
- 1965 : L'Enquête (Sylvia) : Alan Macklin
- 1965 : Station 3 : Ultra Secret (The Satan Bug) : Lee Barrett
- 1966 : Une petite rébellion (A Small Rebellion) (TV) : Michael Kolinos
- 1967 : A Covenant with Death de Lamont Johnson : Ben Lewis
- 1967 : Les Détraqués (The Happening) d'Elliot Silverstein : Taurus
- 1968 : Escape to Mindanao (TV) : Joe Walden
- 1969 : La Haine des desperados (The Desperados) : Jacob Galt, membre du gang Galt
- 1969 : Land Raiders : Paul Cardenas
- 1969 : The Monk (en) (TV) : Gus Monk
- 1970 : El Último día de la guerra : Sgt. Chips Slater
- 1970 : The Most Deadly Game (en) (série télévisée) : Jonathan Croft
- 1972 : The Victim (TV) : Ben Chapel
- 1974 : Come Die with Me
- 1974 : Death in Space (TV)
- 1974 : Death to Sister Mary (TV) : Mark Fields
- 1975 : Mystère sur le vol 502 (en) (Murder on Flight 502) (TV) : Robert Davenport
- 1976 : Le Riche et le Pauvre ("Rich Man, Poor Man") (feuilleton TV) : Joey Quales
- 1976 : Qu'est-il arrivé au bébé de Rosemary ? (Look What's Happened to Rosemary's Baby) (TV) : Guy Woodhouse
- 1977 : SST: Death Flight (TV) : Les Phillips
- 1978 : Return to Fantasy Island (TV) : Benson
- 1978 : Crash (en) (TV) : Evan Walsh
- 1982 : L'Épée sauvage (The Sword and the Sorcerer) : Machelli: Cromwell War Chancellor
- 1993 : Le Double maléfique (Doppelganger) : Mike Wallace